# Царевский 325-й пехотный полк
325-й Царевский пехотный полк — пехотная воинская часть Русской императорской армии второй очереди. Сформирован для участия в Первой мировой войне.

## История
Сформирован в июле 1914 из военных кадров, выделенных 185-м пехотным Башкадыкларским полком. Состоял из 4-х батальонов и входил в состав 82-й пехотной дивизии. Дислоцировался в Саратове. После боя у населённого пункта Драганы из 2000 человек собралось около 700 нижних чинов при 12 офицерах.

## Командиры полка
- 17.07.1914 или 16.08.1914 — 19.08.1914 — полковник Кириллов, Никита Семёнович, убит в первом бою полка 19 августа 1914, и захоронен в Люблинской губернии;
- 29.03.1915 — 17.07.1915 — полковник Панпушко, Пётр Васильевич;
- 17.07.1915 — 15.03.1917 — полковник (с 12.01.1917 генерал-майор) Исаев, Иван Константинович;
- 18.03.1917 — ? — полковник Рот, Иван Андреевич;
- 01.10.1917 — 15.12.1917 — полковник Распопов, Владимир Павлович.